# Sri Mara
 (octobre 2018).
Śri Mara ou Qū Lián, Khu Liên, (fl. 192) est le premier souverain du Royaume de Champā fondateur de la Ire dynastie Cham.

## Contexte
Personnage connu dans les sources chinoises sous le nom de Qū Lián (區連), ou Zhulian, dont la prononciation vietnamienne est Khu Liên (ou 區連).